# اريك ديد
اريك ديد (بالإنجليزية: Eric Dade)‏ هو لاعب كرة قدم ومدرب كرة قدم أمريكي، ولد في 19 يناير 1970 في بوفالو في الولايات المتحدة. لعب مع نادي دالاس.

## وصلات خارجية
- اريك ديد على موقع الدوري الأمريكي (الإنجليزية)
- اريك ديد على موقع قاعدة بيانات كرة القدم.إي يو (الإنجليزية)